# Joseph Fazio
Joseph „Joe“ Ray Fazio (* 11. September 1942 in Sydney; † August 2011) war ein australischer Ruderer. 1968 gewann er mit dem australischen Achter eine olympische Silbermedaille.

## Sportliche Karriere
Bei den Olympischen Spielen 1968 in Mexiko-Stadt trat der australische Achter in der Besetzung Alfred Duval, Michael Morgan, Joseph Fazio, Peter Dickson, David Douglas, John Ranch, Gary Pearce, Robert Shirlaw und Steuermann Alan Grover an. Die Australier belegten im Vorlauf den zweiten Platz hinter dem Deutschland-Achter und vor dem Boot aus der Tschechoslowakei. Im Hoffnungslauf gewannen die Australier vor dem Boot aus der UdSSR. Im Finale siegten die Deutschen mit etwa einer Sekunde Vorsprung vor den Australiern, eine weitere Sekunde dahinter gewann der Achter aus der Sowjetunion die Bronzemedaille.